# Sportgemeinschaft 09 Wattenscheid 2013-2014
Questa voce raccoglie le informazioni riguardanti la Sportgemeinschaft 09 Wattenscheid nelle competizioni ufficiali della stagione 2013-2014.

## Stagione
Nella stagione 2013-2014 il Wattenscheid, allenato da André Pawlak, concluse il campionato di Regionalliga ovest al 15º posto.

## Rosa
| N. |                     | Ruolo | Calciatore          |
| -- | ------------------- | ----- | ------------------- |
| 1  | Germania (bandiera) | P     | Lukas Fronczyk      |
| 2  | Germania (bandiera) | D     | Christian Melchner  |
| 3  | Germania (bandiera) | D     | Kevin Brümmer       |
| 4  | Germania (bandiera) | D     | Marvin Rathmann     |
| 6  | Polonia (bandiera)  | D     | Krzysztof Kasak     |
| 7  | Germania (bandiera) | C     | Kai Koitka          |
| 8  | Germania (bandiera) | A     | Sven Preissing      |
| 9  | Germania (bandiera) | A     | Leon Enzmann        |
| 10 | Turchia (bandiera)  | C     | Sherry Sarisoy      |
| 11 | Germania (bandiera) | D     | Alexander Thamm     |
| 12 | Germania (bandiera) | P     | Benjamin Carpentier |
| 13 | Germania (bandiera) | D     | Niklas Andersen     |
| 14 | Germania (bandiera) | A     | Lukas Lenz          |
| 15 | Germania (bandiera) | D     | Kevin Lehmann       |
| 17 | Germania (bandiera) | C     | Kevin Kisyna        |

| N. |                                 | Ruolo | Calciatore       |
| -- | ------------------------------- | ----- | ---------------- |
| 18 | Germania (bandiera)             | C     | Nico Buckmaier   |
| 19 | Croazia (bandiera)              | C     | Marko Karamarko  |
| 19 | Turchia (bandiera)              | C     | Oktay Karatas    |
| 20 | Germania (bandiera)             | A     | Seyit Ersoy      |
| 21 | Germania (bandiera)             | C     | Berkant Canbulut |
| 22 | Germania (bandiera)             | C     | David Zajas      |
| 23 | Germania (bandiera)             | C     | Ali Issa         |
| 24 | Bosnia ed Erzegovina (bandiera) | A     | Milko Trisic     |
| 28 | Germania (bandiera)             | D     | Jens Grembowietz |
| 30 | Kosovo (bandiera)               | C     | Fatlum Zaskoku   |
| 33 | Germania (bandiera)             | A     | Mike Hibbeln     |
| 37 | Germania (bandiera)             | P     | Felix Schiffer   |
|    | Germania (bandiera)             | C     | Danny Thönes     |
|    | Polonia (bandiera)              | A     | Bartosz Maslon   |

## Organigramma societario
Area tecnica
- Allenatore: André Pawlak
- Allenatore in seconda: David Zajas
- Preparatore dei portieri: Christian Ovelhey
- Preparatori atletici:
- Analisi video:

## Calciomercato

### Sessione estiva
| Acquisti | Acquisti         | Acquisti            | Acquisti |
| R.       | Nome             | da                  | Modalità |
| -------- | ---------------- | ------------------- | -------- |
| C        | Berkant Canbulut | Sprockhövel         |          |
| A        | Mike Hibbeln     | Duisburg II         |          |
| C        | Oktay Karatas    | Wattenscheid 09 U19 |          |
| C        | Kevin Kisyna     | TV Jahn Hiesfeld    |          |
| P        | Felix Schiffer   | Duisburg U19        |          |
| C        | Fatlum Zaskoku   | SV Schermbeck       |          |

| Cessioni | Cessioni      | Cessioni   | Cessioni |
| R.       | Nome          | a          | Modalità |
| -------- | ------------- | ---------- | -------- |
| C        | Jordi Barrera | TuS Hordel |          |
| D        | Aldin Kljajic | SV Zweckel |          |
| A        | Vaidas Rocys  | SC Hassel  |          |

## Risultati

### Regionalliga

#### Girone di andata
| Arbitro: | Waschitzki-Günther |

|  |           |                          |
|  | Marcatori | 15’ Uzun 42’ (rig.) Issa |

| Arbitro: | Heinrichs |

|              |           |          |
| Rrustemi 53’ | Marcatori | 22’ Lenz |

| 9 agosto 2013 3ª giornata |  | – turno di riposo |  |  |

| Arbitro: | Schäfer |

|  |           |             |
|  | Marcatori | 25’ Asamoah |

| Arbitro: | Bläser |

|                                |           |             |
| Aydogmus 60’ Yılmaz 74’ (rig.) | Marcatori | 41’ Enzmann |

| Arbitro: | Stegemann |

|                              |           |                                |
| Sarisoy 70’ (rig.) Ersoy 74’ | Marcatori | 5’ Kaminski 73’ (aut.) Brümmer |

| Arbitro: | Altehenger |

|                         |           |                     |
| Schröder 79’ Krause 90’ | Marcatori | 64’ Trisic 74’ Lenz |

| Arbitro: | Kurtes |

|                           |           |                       |
| Sarisoy 24’ Buckmaier 36’ | Marcatori | 60’ Laux 65’ Golobart |

| Arbitro: | Börner |

|                                     |           |                        |
| Rodrigues-Pires 74’ (rig.) Koep 81’ | Marcatori | 11’ Thamm 65’ Canbulut |

| Arbitro: | Stegemann |

|               |           |              |
| Buckmaier 90’ | Marcatori | 61’ Herröder |

| Mönchengladbach 2 ottobre 2013, ore 19:30 CEST 11ª giornata | Borussia M'gladbach II | 0 – 0 referto | Wattenscheid 09 | Grenzlandstadion (457 spett.)\| Arbitro: \| Hüwe \| |
| Arbitro:                                                    | Hüwe                   |               |                 |                                                     |

| Arbitro: | Rott |

|                          |           |  |
| Trisic 38’, 56’ Lenz 77’ | Marcatori |  |

| Arbitro: | Sauer |

|                    |           |  |
| Eichmeier 22’, 79’ | Marcatori |  |

| Arbitro: | Heinrichs |

|  |           |                           |
|  | Marcatori | 40’ Steegmann 71’ Glasner |

| Arbitro: | Stegemann |

|                               |           |                                                                |
| Studtrucker 70’ Bednarski 86’ | Marcatori | 29’, 78’ Sarisoy 45’, 58’, 64’ Trisic 87’ Buckmaier 90’ Kisyna |

| Arbitro: | Maibaum |

|          |           |            |
| Thamm 8’ | Marcatori | 81’ Casper |

| Arbitro: | Brüggemann |

|                      |           |                         |
| Taşkin 39’ Aydın 58’ | Marcatori | 43’ Zaskoku 60’ Sarisoy |

| Arbitro: | Hüwe |

|  |           |                             |
|  | Marcatori | 12’ Marquet 55’, 84’ García |

| Arbitro: | Waschitzki-Günther |

|  |           |              |
|  | Marcatori | 69’ Andersen |

#### Girone di ritorno
| Arbitro: | Visse |

|              |           |                 |
| Voorjans 66’ | Marcatori | 51’ Grembowietz |

| Arbitro: | Börner |

|           |           |                              |
| Thamm 87’ | Marcatori | 42’ Dogan 55’ Holt 59’ Janas |

| 8 febbraio 2014 22ª giornata |  | – turno di riposo |  |  |

| Arbitro: | Sevinc |

|                                                |           |  |
| Leipertz 27’ (rig.) Caillas 84’ Weißenfels 90’ | Marcatori |  |

| Arbitro: | Sauer |

|                         |           |            |
| Buckmaier 63’ Ersoy 90’ | Marcatori | 34’ Kialka |

| Arbitro: | Schäfer |

|                                               |           |  |
| Bömer-Schulte 5’ Mainka 26’ Großeschallau 39’ | Marcatori |  |

| Arbitro: | Jolk |

|                      |           |           |
| Ersoy 8’ Brümmer 81’ | Marcatori | 90’ Fritz |

| Arbitro: | Wollenweber |

|                  |           |  |
| Poß 4’ Ješić 90’ | Marcatori |  |

| Arbitro: | Schäfer |

|             |           |  |
| Brümmer 24’ | Marcatori |  |

| Arbitro: | Siewer |

|                                                  |           |  |
| Shapourzadeh 32’ Freiberger 40’, 87’ Türpitz 52’ | Marcatori |  |

| Arbitro: | Heien |

|                                   |           |                        |
| Canbulut 23’ Buckmaier 35’ (rig.) | Marcatori | 29’ Lenz 82’ Rodríguez |

| Arbitro: | Bandurski |

|                 |           |                                    |
| Göttel 14’, 27’ | Marcatori | 32’ Kisyna 41’ Buckmaier 86’ Ersoy |

| Arbitro: | Weirich |

|  |           |                  |
|  | Marcatori | 24’, 30’ Hettich |

| Arbitro: | Visse |

|                                  |           |            |
| Wunderlich 16’ (rig.) Candan 41’ | Marcatori | 8’ Brümmer |

| Arbitro: | Athanassiadis |

|              |           |             |
| Andersen 74’ | Marcatori | 90’ Sumelka |

| Arbitro: | Brüggemann |

|                                      |           |  |
| Ghaddioui 63’ Mühling 71’ Hirsch 73’ | Marcatori |  |

| Arbitro: | Brüster |

|  |           |                            |
|  | Marcatori | 55’, 86’ Jusuf 67’ Fahrian |

| Arbitro: | Steffens |

|                              |           |  |
| Marquet 13’ Moslehe 36’, 66’ | Marcatori |  |

| Arbitro: | Thomsen |

|                    |           |                                          |
| Sarisoy 55’ (rig.) | Marcatori | 6’ Fleßers 8’, 83’ Jansen 86’ Schikowski |

## Statistiche

### Statistiche di squadra
| Competizione       | Punti | In casa | In casa | In casa | In casa | In casa | In casa | In trasferta | In trasferta | In trasferta | In trasferta | In trasferta | In trasferta | Totale | Totale | Totale | Totale | Totale | Totale | DR  |
| Competizione       | Punti | G       | V       | N       | P       | Gf      | Gs      | G            | V            | N            | P            | Gf           | Gs           | G      | V      | N      | P      | Gf     | Gs     | DR  |
| ------------------ | ----- | ------- | ------- | ------- | ------- | ------- | ------- | ------------ | ------------ | ------------ | ------------ | ------------ | ------------ | ------ | ------ | ------ | ------ | ------ | ------ | --- |
| Regionalliga ovest | 33    | 18      | 4       | 6       | 8       | 19      | 31      | 18           | 3            | 6            | 9            | 21           | 36           | 36     | 7      | 12     | 17     | 40     | 67     | -27 |
| Totale             | 33    | 18      | 4       | 6       | 8       | 19      | 31      | 18           | 3            | 6            | 9            | 21           | 36           | 36     | 7      | 12     | 17     | 40     | 67     | -27 |

### Andamento in campionato
| Giornata  | 1  | 2  | 3  | 4  | 5  | 6  | 7  | 8  | 9  | 10 | 11 | 12 | 13 | 14 | 15 | 16 | 17 | 18 | 19 | 20 | 21 | 22 | 23 | 24 | 25 | 26 | 27 | 28 | 29 | 30 | 31 | 32 | 33 | 34 | 35 | 36 | 37 | 38 |
| --------- | -- | -- | -- | -- | -- | -- | -- | -- | -- | -- | -- | -- | -- | -- | -- | -- | -- | -- | -- | -- | -- | -- | -- | -- | -- | -- | -- | -- | -- | -- | -- | -- | -- | -- | -- | -- | -- | -- |
| Luogo     | C  | T  |    | C  | T  | C  | T  | C  | T  | C  | T  | C  | T  | C  | T  | C  | T  | C  | T  | T  | C  |    | T  | C  | T  | C  | T  | C  | T  | C  | T  | C  | T  | C  | T  | C  | T  | C  |
| Risultato | P  | N  |    | P  | P  | N  | N  | N  | N  | N  | N  | V  | P  | P  | V  | N  | N  | P  | V  | N  | P  |    | P  | V  | P  | V  | P  | V  | P  | N  | V  | P  | P  | N  | P  | P  | P  | P  |
| Posizione | 16 | 14 | 15 | 15 | 17 | 18 | 18 | 16 | 16 | 17 | 16 | 15 | 16 | 16 | 15 | 16 | 14 | 14 | 14 | 14 | 14 | 14 | 15 | 14 | 14 | 14 | 14 | 14 | 14 | 14 | 14 | 14 | 14 | 14 | 14 | 14 | 14 | 15 |

Legenda:

Luogo: C = Casa; T = Trasferta. Risultato: V = Vittoria; N = Pareggio; P = Sconfitta.

### Statistiche dei giocatori
| N. Andersen    | 30 | 2 | 7 | 0 |
| K. Brümmer     | 25 | 3 | 8 | 0 |
| N. Buckmaier   | 28 | 6 | 2 | 0 |
| B. Canbulut    | 35 | 2 | 4 | 0 |
| B. Carpentier  | 7  | 0 | 0 | 0 |
| L. Enzmann     | 28 | 1 | 0 | 0 |
| S. Ersoy       | 19 | 4 | 1 | 0 |
| L. Fronczyk    | 30 | 0 | 1 | 0 |
| J. Grembowietz | 23 | 1 | 5 | 0 |
| M. Hibbeln     | 9  | 0 | 0 | 0 |
| A. Issa        | 10 | 0 | 2 | 0 |
| M. Karamarko   | 6  | 0 | 0 | 0 |
| O. Karatas     | 0  | 0 | 0 | 0 |
| K. Kasak       | 12 | 0 | 1 | 0 |
| K. Kisyna      | 16 | 2 | 5 | 0 |
| K. Koitka      | 1  | 0 | 0 | 0 |
| K. Lehmann     | 31 | 0 | 2 | 0 |
| L. Lenz        | 20 | 3 | 5 | 0 |
| B. Maslon      | 0  | 0 | 0 | 0 |
| C. Melchner    | 10 | 0 | 1 | 0 |
| S. Preissing   | 24 | 0 | 3 | 0 |
| M. Rathmann    | 4  | 0 | 0 | 0 |
| S. Sarisoy     | 29 | 6 | 2 | 0 |
| F. Schiffer    | 1  | 0 | 0 | 0 |
| A. Thamm       | 30 | 3 | 3 | 0 |
| D. Thönes      | 0  | 0 | 0 | 0 |
| M. Trisic      | 21 | 6 | 6 | 0 |
| D. Zajas       | 32 | 0 | 7 | 0 |
| F. Zaskoku     | 23 | 1 | 2 | 0 |